# جبل الأحمر
الأحمر جبل من سلسة جبال السروات، يقع بالقرب من مدينة الباحة في منطقة الباحة بالمملكة العربية السعودية، ويبلغ ارتفاعه2,536 م (8,320 قدم)*.